# Resolució 458 del Consell de Seguretat de les Nacions Unides
La Resolució 458 del Consell de Seguretat de les Nacions Unides, aprovada el 14 de desembre de 1979, va assenyalar un informe del Secretari General de les Nacions Unides que, a causa de les circumstàncies actuals, la presència de la Força de les Nacions Unides pel Manteniment de la Pau a Xipre (UNFICYP) continuaria sent essencial per a un acord pacífic. El Consell va expressar la seva preocupació pel que fa a les accions que podrien augmentar les tensions i va demanar al Secretari General que tornés a informar abans del 31 de maig de 1980 per seguir l'aplicació de la resolució.
El Consell va reafirmar les seves resolucions anteriors, inclosa la resolució 365 (1974), va expressar la seva preocupació per la situació, va instar les parts implicades a treballar junts per la pau i una vegada més va estendre l'estacionament de la Força a Xipre, establerta a la resolució 186 (1964), fins al 15 de juny de 1980.
La resolució va ser aprovada per 14 vots contra cap; la República Popular de la Xina no va participar en la votació.